# (1256) Normannia
(1256) Normannia ist ein Asteroid des Hauptgürtels, der am 8. August 1932 vom deutschen Astronomen Karl Wilhelm Reinmuth in Heidelberg entdeckt wurde. 
Der Name des Asteroiden ist mutmaßlich von den Einwohnern der Normandie abgeleitet. 